# Marianus (Statthalter)
Marianus war römischer Statthalter der Provinz Achaea im heutigen Griechenland um 260, in der Zeit der Reichskrise des 3. Jahrhunderts. 
Entweder 253/254 oder 262 fielen Goten in Griechenland ein und drangen bis zu den Thermopylen vor. Ihnen stellte sich ein lokales Aufgebot entgegen und versperrte ihnen so den Weg.
In den neuen Fragmenten aus den (nur fragmentarisch überlieferten) Skythika des Publius Herennius Dexippus, die 2014 publiziert wurden, werden als Heerführer des Aufgebots drei Männer genannt: der besagte Marianus (wohl nicht Marcianus, so noch in einer früheren Lesung), ein gelehrter Mann namens Philostratos (wohl identisch mit dem Geschichtsschreiber Philostratos von Athen) und ein Mann namens Dexippos (wohl identisch mit Gnaeus Curtius Dexippus). Die genaue Position des Marianus ist nur schwer zu ermitteln, es ist aber eher unwahrscheinlich, dass er als Prokonsul amtierte; wahrscheinlicher ist, dass er als kaiserlicher Beauftragter anstelle eines Prokonsuls in Achaea fungierte (vice agens proconsulis). Ansonsten ist nichts über ihn bekannt.